# Argyrolepidia
Argyrolepidia é um gênero de traça pertencente à família Arctiidae.